# One Night Love Affair
One Night Love Affair is een nummer van de Canadese zanger Bryan Adams uit 1985. Het is de vijfde single van zijn vierde studioalbum Reckless.
Het nummer gaat over een onenightstand. Het is het enige nummer van het album "Reckless" waarbij geen videoclip verscheen. Het nummer haalde de 19e positie in Adams' thuisland Canada. In het Nederlandse taalgebied wist het nummer geen hitlijsten te bereiken.